# Апикуни
Апикуни — горная вершина высотой 2764 м (по другим данным — 2740 м), расположенная на
хребте Льюис в северо-восточной части национального парка
Глейшер на территории американского штата Монтана..
Гора является объектом туризма, с её вершины открывается красивый вид на национальный парк Глейшер. Расстояние до ближайшего населённого пункта
(индейская резервация Бабб) –
21 км.
В окрестностях горы выходит на поверхность геологическая формация Аппекунни мощностью около 600 м, состоящая из алевритовых и аргиллитовых отложений мелководных протерозойских морей возрастом 1,2—1,4 млрд. лет. В этих отложениях в 1972 году были впервые обнаружены окаменелости древнейшего известного многоклеточного животного организма Horodyskia.
Получила название в честь писателя и путешественника Джеймса Шульца, который под именем Апикуни долгое время жил в индейском племени пикани. С языка индейцев это имя переводится как «пятнистая одежда».